# Estornell de cap violaci
L'estornell de cap violaci (Aplonis circumscripta; syn: Aplonis metallica circumscripta) és una espècie d'ocell de la família dels estúrnids (Sturnidae). El seu estat de conservació es considera gairebé amenaçat.

## Hàbitat i distribució
Habita zones boscoses de les illes Tanimbar.

## Taxonomia
Ha estat considerat una subespècie de l'estornell llustrós (Aplonis metallica) però va ser considerada una espècie de ple dret als treballs de Gill et Wright, 2006.
Segons la llista mundial d'ocells del Congrés Ornitològic Internacional (versió 12.2, juliol 2022) aquest tàxon tindria la categoria d'espècie. Tanmateix, altres obres taxonòmiques, com el Handook of the Birds of the World i la quarta versió de la BirdLife International Checklist of the birds of the world (Desembre 2019), el consideren encara una subespècie de l'estornell llustrós (Aplonis metallica circumscripta).